# Tomasz Wisio
Tomasz Wisio (* 20. Januar 1982 in Lubin) ist ein polnischer Fußballspieler.

## Karriere
Wisios Karriere begann bei seinem Heimatklub Zagłębie Lubin. Er feiert bereits früh große Erfolge, wurde mit der polnischen U-16-Nationalmannschaft Vize-Europameister und nahm an der U-17-Weltmeisterschaft teil. Nach zwei Profisaisons bei Lubin wechselte er zu Wisła Krakau, wo 2001 der damalige österreichische Zweitligaklub SV Pasching auf ihn aufmerksam wurde.
Nach einem Aufstieg und zwei Jahren bei Pasching versuchte Wisio 2004 sein Glück in der 1. deutschen Bundesliga bei Arminia Bielefeld, wo er sich aber nicht durchsetzen konnte und nach einem halben Jahr nach Pasching zurückkehrte. Im Mai 2007 wechselte er zum LASK Linz, nachdem er zuvor ein Jahr bei Skoda Xanthi unter Vertrag gewesen war. Nach zwei Jahren in Linz wechselte Tomasz Wisio zur Saison 2009/10 nach Griechenland zu Ergotelis, wo er einen Dreijahresvertrag unterschrieb.
Im Winter 2011 ließ Wisio seinen Vertrag vorzeitig auflösen. Gerüchten zufolge hatte der griechische Erstligist mehrmals das vertraglich geregelte Gehalt nur verspätet überweisen können, weswegen Wisio nach Deutschland zum RB Leipzig wechselte. Er unterschrieb einen Vertrag bis Mitte 2013. Zum Ende der Saison 2011/12 wurde Wisio bei RB Leipzig freigestellt; seit Juli 2013 spielt er für den SKN St. Pölten. 2016 konnte er mit dem SKN St. Pölten in die Bundesliga aufsteigen. Nach dem Aufstieg in die Bundesliga wurde er in den Kader der Amateure abgeschoben.
Im Januar 2017 kehrte Wisio nach Polen zurück, wo er sich dem Zweitligisten GKS Katowice anschloss.